# Jean C. Baudet
aJean C. Baudet (Bruselas, 31 de mayo de 1944-Laeken, 18 de julio de 2021) fue un biólogo, escritor, poeta, y filósofo belga..

## Obra
Dedicó una parte de su vida a la biología, estudiando la taxonomía de las plantas alimentarias, en particular los frijoles (Phaseolus, Vigna, Macrotyloma...) y los cereales menores.
Su obra filosófica concierne especialmente a la epistemología, la historia de la ciencia y la historia de las religiones. Fundó el éditologie y desarrolló el concepto de STI (Science-Technics-Industry).